# Brittenburg
De Brittenburg is de ruïne van een Romeinse limesvesting die in de 15e, 16e en 17e eeuw na stormen op het strand tussen Katwijk aan Zee en Noordwijk aan Zee zichtbaar was. Hoogstwaarschijnlijk is het de locatie van het meest westelijke fort van de Romeinse limes aan de monding van de Rijn en stond het bekend als Lugdunum Batavorum. Het fort is (deels) afgebroken, in zee verdwenen en daar weggespoeld. Archeologisch onderzoek op de plaats waar de Brittenburg volgens recente gegevens kan liggen heeft niets opgeleverd. Wel zijn in 1982 bij het uitgraven van de huidige Uitwateringssluizen duidelijke aanwijzingen gevonden voor een Romeinse nederzetting, die mogelijk verband houdt met Lugdunum Batavorum.

## Geschiedenis
De eerste vermelding van de Brittenburg in het Nederlands is in een gedicht van Willem van Hildegaersberch in 1401, die hem Borch te Bretten noemt. Er wordt echter getwijfeld of deze Borch te Bretten wel geïdentificeerd moet worden met de Romeinse Brittenburg, omdat de Borch te Bretten vermoedelijk nabij Rijnsburg lag, verder landinwaarts dan Katwijk aan Zee.
In 1490 wordt ook melding gemaakt dat de "burg te Britten" zichtbaar is. De daadwerkelijke 'ontdekking' vond plaats in 1520 toen een storm de gehele ruïne blootlegde en er Romeinse vondsten zijn gedaan, vooral stenen en munten met als laatste datering 270.
Dijkstra en Ketelaar hebben in 1965 vermeld dat Abraham Ortelius in 1566 als eerste de Brittenburg heeft afgebeeld naar aanleiding van een brief van Laurinus aan Ortelius die is gedateerd op 8 mei 1566. Dit is lange tijd als juist aangenomen. In 2019 toonde Dr. Gestman Geradts in zijn proefschrift aan dat de graveur Cornelis de Hooghe (1541-1583) al een jaar eerder de Brittenburg prominent in zijn Hollandia-kaart afbeeldde, tezamen met een uitgebreide vermelding in de cartouches omtrent de achtergrond van het bouwsel en de jaren dat de Brittenburg zichtbaar was geweest. De Hooghe maakte deze kaart in opdracht van zijn halfzus, de landvoogdes Margaretha van Parma. Ook kaartmaker Gerard de Jode vermelde op zijn eveneens in 1565 gedateerde kaart de Brittenburg. Abrahan Ortelius maakte dus hoogstens de derde kaart waarin de Brittenburg werd vermeld. Omdat De Hooghe familie had op het Huys te Persijn, dat dichtbij Katwijk was gelegen en goed bekend was in de omgeving en veel gegevens omtrent de Brittenburg en de vroegste geschiedenis van het Graafschap Holland kende, is het aannemelijk dat De Hooghe de Brittenburg als eerste vermeldde en dat De Jode de Brittenburg van De Hooghe in afgeslankte vorm en in alle haast heeft overgenomen vlak voor het drukken van zijn eigen kaart van het Graafschap Holland, welke these wordt ondersteund door de haastige en onzorgvuldige wijze waarop De Jode de Brittenburg en de bijbehorende gegevens met een afwijkende burijn heeft weergegeven, terwijl de zee al was gearceerd.  
Abraham Ortelius maakte zijn uit 1566 stammende kaart voor de uitgaven van Lodovico Guicciardini, gedrukt bij Plantijn in Antwerpen. De Hooghe werkte eveneens voor zowel Guicciardini als Plantijn, maar of zijn kaart in deze samenwerking tot stand is gekomen is ongewis. De kaart van Ortelius werd in de latere uitgaven van Guicciardini vervangen door een gravure van Ortelius uit 1581. Een andere afbeelding is van Zacharias Heyns (1598) met daarop een peiling op twee kerken en de afstand tot de kerk van Katwijk aan Zee (1200 schreden = ~1.080 meter). De peilingen en de windroos kloppen echter niet met elkaar, maar als de peilingen juist zijn dan ligt de Brittenburg direct voor de huidige uitwatering, net als andere gegevens aangeven.

## Interpretatie
De functie en datering zijn nog steeds onduidelijk. Het middengebouw is mogelijk een forse horreum (graanopslagplaats) met daaromheen een muur, echter slechts aan twee kanten. Van de oostelijke punt loopt de muur naar/onder de duinen en van de westelijke punt naar/in zee. Vooral bijzonder zijn de dubbele ronde torens, omdat militaire vestigingen in die tijd vierkante torens hebben. Er zijn diverse suggesties: de dubbele torens zouden verkeerd getekende, zeer grote enkele torens zijn. Het gebouw stamt uit de 4e eeuw, toen ronde militaire torens wel voorkwamen of de muur was een deel van de stadsmuur van Lugdunum Batavorum. De Brittenburg was in ieder geval geen castellum, want daarvoor ontbreken alle gebouwen die daar gebruikelijk zijn, zoals principia (hoofdgebouw) en barakken. In Romeinse bronnen wordt Lugdunum Batavorum weinig vermeld, waaronder de Peutingerkaart, zonder dat duidelijk is wat het was.

## Kalla's Toren

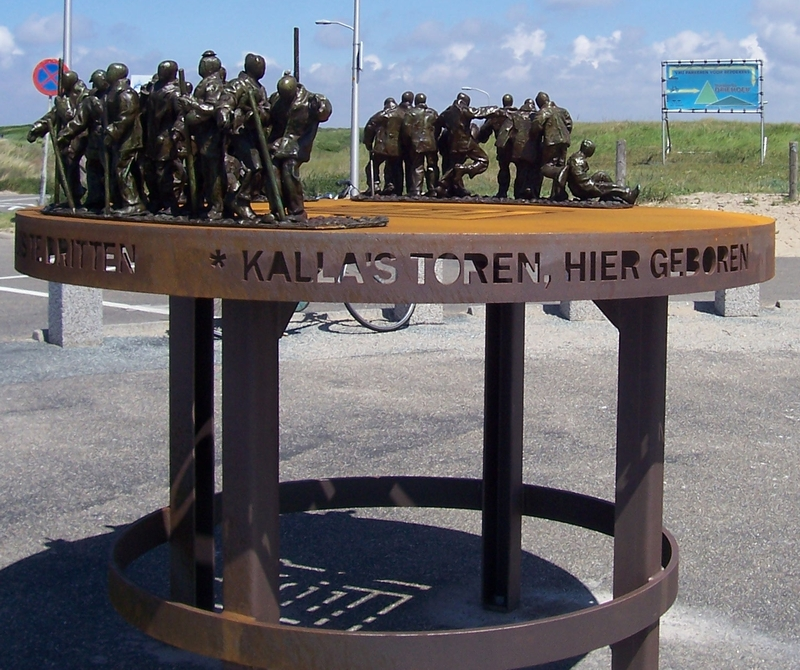
Limes-kunstwerk bij de Uitwateringssluizen (Nicolaas Dings, 2010)

Aan de wetenschappers die na de ontdekking toestroomden, vertelden de Katwijkse vissers dat hun netten regelmatig vast bleven zitten aan wat zij "Kalla's toren" noemden. Dit is afkomstig van het verhaal van de Romeinse geschiedschrijver Suetonius, dat keizer Caligula ('Kalla') zijn soldaten en katapulten op het strand opstelde. Daarna claimde hij de overwinning op de oceaan en gaf hij zijn soldaten opdracht om schelpen te verzamelen als oorlogsbuit. Als gedenkteken voor deze overwinning liet hij een hoge vuurtoren bouwen, zoals in Alexandrië. Het vierkante bouwwerk in het midden werd aangezien voor de onderbouw van de vuurtoren.
Tegenwoordig wordt vaak aangenomen dat Caligula inderdaad bij de Rijnmond is geweest, omdat er een wijnvat van zijn persoonlijke wijngaard in Valkenburg is gevonden. Achteraf is dit echter weer bestreden. Het lijkt al met al onwaarschijnlijk dat een dergelijk verhaal aan de kust over duizend jaar levend is gebleven. Een meer voor de hand liggende verklaring is dat de wetenschappers de vastzittende netten aan het verhaal koppelden en de Katwijkers dit doorvertelden aan de volgende bezoekers.